# Hogna maderiana
Espèce
Synonymes
- Lycosa tarentuloides maderiana Walckenaer, 1837
- Hogna schmitzi Wunderlich, 1992

Statut de conservation UICN

LC : Préoccupation mineure
Hogna maderiana est une espèce d'araignées aranéomorphes de la famille des Lycosidae.

## Distribution
Cette espèce est endémique de Madère. Elle se rencontre sur Porto Santo et l'îlot de Ferro.

## Description
Le mâle décrit par  en mesure 19,5 mm et la femelle 23,5 mm.
Elle se distingue par une couleur orange très marquée sur la face supérieur de ses pattes.

## Systématique et taxinomie
Cette espèce a été décrite sous le protonyme Lycosa tarentuloides maderiana par Walckenaer en 1837. Elle est élevée au rang d'espèce et placée dans le genre Tarentula par Simon en 1864, dans le genre Trochosa par Kulczyński en 1899, dans le genre Isohogna par Roewer en 1955 puis dans le genre Hogna par Wunderlich en 1992.
Hogna schmitzi a été placée en synonymie par Crespo, Silva, Enguídanos, Cardoso et Arnedo en 2022.

## Étymologie
Son nom d'espèce lui a été donné en référence au lieu de sa découverte, Madère.

## Publication originale
- Walckenaer, 1837 : « Aptères. » Histoire naturelle des insectes. Paris, vol. 1, p. 1-682 (texte intégral).